# Huỳnh Ngọc Trảng
Huỳnh Ngọc Trảng (1905–?) là một nhà cách mạng Việt Nam, Bí thư Tỉnh ủy đầu tiên của tỉnh Trà Vinh.

## Thân thế
Huỳnh Ngọc Trảng sinh ra tại Bắc Ninh, có tên là Vinh. Thuở nhỏ, ông được học chữ Hán ở quê nhà, sau đó lên Hà Nội học chương trình chữ Quốc ngữ, đồng thời tìm cách xuất dương theo phong trào Đông Du. Việc bị lộ, ông về quê nhà một thời gian rồi lại lên Hà Nội học nghề may, qua đó tiếp xúc với các học sinh có tư tưởng tiến bộ ở trường Bưởi.
Có nguồn cho rằng ông vào nam từ năm 1921 và là một trong sáu thành viên sáng lập Công hội đỏ tỉnh lỵ Trà Vinh.

## Cuộc đời
Năm 1926, ở Hà Nội, ông gia nhập Hội Việt Nam Cách mạng Thanh niên. Năm 1927, ông sang Quảng Châu tham gia lớp huấn luyện cán bộ của Nguyễn Ái Quốc. Khi về nước, ông được cử đi hoạt động trong các cộng đồng công nhân ở cảng Hải Phòng, mỏ Cẩm Phả, Hòn Gai,... Năm 1928, ông được Kỳ bộ Bắc Kỳ cử vào Huế để phát triển cơ sở và liên hệ với tổ chức Việt Nam Cách mệnh Đồng chí Hội. Ngày 14 tháng 7 năm 1928, Việt Nam Cách mệnh Đồng chí Hội tổ chức Đại hội ở Huế và cải tổ thành Tân Việt Cách mệnh Đảng, ông là một trong những thành viên của tổ chức này.
Tháng 1 năm 1930, Đông Dương Cộng sản Liên đoàn được thành lập trên cơ sở Tân Việt, ông vào Nam Kỳ hoạt động dưới vỏ bọc thợ may (có nguồn cho là thợ hớt tóc) kiêm gia sư cho các gia đình lao động, bắt liên lạc với các cơ sở cách mạng ở Trà Vinh. Tháng 2 năm 1930, Đảng Cộng sản Việt Nam được thành lập, Xứ ủy Nam Kỳ của Đảng Cộng sản Việt Nam phái Dung Văn Phúc đến Trà Vinh thành lập các chi bộ cộng sản, trong đó có Chi bộ tỉnh lỵ Trà Vinh do Huỳnh Ngọc Trảng làm Bí thư.
Mùa thu năm 1930, Tỉnh ủy Trà Vinh được thành lập, gồm Bí thư Huỳnh Ngọc Trảng, Phó bí thư Nanh, Thường vụ Dung Văn Phúc, Nguyễn Văn Lẹ, Ủy viên Dương Háo Học. Dưới cương vị Bí thư Tỉnh ủy, ông đã lãnh đạo phong trào đấu tranh trong tỉnh, trực tiếp phụ trách báo Cờ Búa Liềm (cơ quan ngôn luận của Tỉnh ủy), cùng các đồng chí tổ chức nhiều cuộc mít tinh và biểu tình lớn. Tháng 9 năm 1931, ông bị thực dân Pháp bắt giữ ở xóm Lò Hèo (Trà Vinh), đưa ra xét xử nhưng do không đủ bằng chứng kết tội nên chỉ bị trục xuất về Bắc Kỳ. Tuy nhiên, ông vẫn tiếp tục hoạt động, bị chính quyền thực dân lưu đày ở nhà tù Sơn La và qua đời khi chưa tròn 30 tuổi.